# Tour de France 2023/3. Etappe
Die 3. Etappe der Tour de France 2023 fand am 3. Juli 2023 statt und führte die 110. Austragung in den französischen Teil des Baskenlands. Die Strecke startete in Amorebieta-Etxano und führte über 193,5 Kilometer nach Bayonne. Nach der Zielankunft hatten die Fahrer insgesamt 584,4 Kilometer absolviert, was 17,1 % der Gesamtdistanz der Rundfahrt entspricht.
Den Etappensieg sicherte sich der Belgier Jasper Philipsen (Alpecin-Deceuninck) in einem Massensprint. Adam Yates (UAE Team Emirates) verteidigte das Gelbe Trikot.

## Streckenführung
Der neutralisierte Start erfolgte auf der Santiago Onaindia Kalea im Süden von Amorebieta-Etxano. Auf der San Miguel Kalea durchfuhr das Peloton das Zentrum des Startorts, ehe das Rennen nach 7,5 Kilometern auf der N-634 kurz vor Euba freigegeben wurde.
Wenige Kilometer nach dem offiziellen Start wurde Durango durchfahren, ehe die Straße zu steigen begann und auf der BI-633 auf die Côte de Trabakua (369 m) führte. Dieser 4,1 Kilometer lange Anstieg wies eine durchschnittliche Steigung von 5,4 % auf und war als Bergwertung der 3. Kategorie klassifiziert worden. Die Kuppe wurde nach 13,8 gefahrenen Kilometern überquert, ehe eine flache Abfahrt nach Markina-Xemein folgte. Vor dem Torre de Urrijate bogen die Fahrer links auf die BI-2405 ab, die zu einer Bergwertung der 4. Kategorie führte, die den Namen Côte de Milloi (162 m) trug. Der höchste Punkt des Anstiegs, der 2,3 Kilometer lang war und eine Durchschnittssteigung von 4,5 % aufwies, wurde nach 32,8 Kilometern überquert. Im weiteren Streckenverlauf gelangten die Fahrer nach Lekeitio, wo sie die Küste erreichten und im Anschluss dieser in Richtung Osten folgten. Durch Ondarroa und Mutriku ging es nach Deba wo bei Kilometer 65,7 ein Zwischensprint ausgefahren wurde. Kurz darauf führte die N-634 auf den Col d’Itziar (212 m), der für 5,1 Kilometer im Schnitt mit 4,6 % anstieg. Die Fahrer erreichten die Bergwertung der 3. Kategorie nach 70,9 Kilometern und folgten im Anschluss weiterhin der Küste, wobei Zumaia, Getaria, Zarautz und Orio passiert wurden. Nun ging es auf den Monte Igueldo, der sich im Westen von San Sebastián, dem Zielort der 2. Etappe, befand. Mit der Côte d’Orioko Benta (316 m), wurde hier die letzte Bergwertung des Tages etwa zur Hälfte der Renndistanz abgenommen. Mit einer Länge von 4,6 Kilometern und einer Durchschnittsteigung von 6,3 % handelte es sich erneut um eine Bergwertung der 3. Kategorie, die bei Kilometer 102 abgenommen wurde. Nach einem kurzen Plateau erfolgte die Abfahrt nach San Sebastian, wo die Fahrer neben dem Miramar Palast zahlreiche weitere Sehenswürdigkeiten der Stadt passierten. Über Pasaia, Lezo und Irun führte die Strecke schließlich zur französischen Staatsgrenze, die bei Kilometer 134 passiert wurde. In Frankreich ging es zunächst durch Hendaye, ehe sich die Strecke etwas vom Golf von Biskaya entfernte. Bei Saint-Jean-de-Luz drehten die Fahrer schließlich ins Landesinnere und passierten auf den letzten Kilometern Ascain, Saint-Pée-sur-Nivelle und Souraïde, bevor sie bei Ustaritz auf die breite D932 wechselten, die sie zum Zielort führte.
Im Finale führte die Strecke zunächst auf der D932 bis ins Startgebiet von Bayonne. Bei einem großen Kreisverkehr wechselten sie auf die D810, auf der sich das Ziel kurz nach der Überquerung des Nive befand. Auf dem letzten Kilometer umrundete die Strecke die Altstadt von Bayonne, wobei die Straße stets in einer leichten Linkskurve verlief.
|                            | Ort                 | Kilometer | Länge (km) | Höhe (m) | Ø Steigung |
| -------------------------- | ------------------- | --------- | ---------- | -------- | ---------- |
| neutralisierter Start      | Amorebieta-Etxano   | −7,5      |            |          |            |
| offizieller Start          | Euba (N-634)        | 0         |            |          |            |
| Bergwertung (3. Kategorie) | Côte de Trabakua    | 13,8      | 4,1        | 369      | 5,4 %      |
| Bergwertung (4. Kategorie) | Côte de Milloi      | 32,8      | 2,3        | 162      | 4,5 %      |
| Zwischensprint             | Deba                | 65,7      |            |          |            |
| Bergwertung (3. Kategorie) | Col d’Itziar        | 70,9      | 5,1        | 212      | 4,6 %      |
| Bergwertung (3. Kategorie) | Côte d’Orioko Benta | 102       | 4,6        | 316      | 6,3 %      |
| Ziel                       | Bayonne             | 193,5     |            |          |            |

## Rennverlauf
Unmittelbar nach dem Start setzten sich mit Neilson Powless (EF Education-EasyPost) – dem Führenden in der Bergwertung – und Laurent Pichon (Arkéa-Samsic) zwei Fahrer vom Hauptfeld ab. Neilson Powless gewann die Bergwertungen auf der Côte de Trabakua und Côte de Milloi und baute somit seine Führung in der Sonderwertung weiter aus. Den Zwischensprint in Deba sicherte sich Laurent Pichon vor dem US-Amerikaner, während sich Victor Lafay (Cofidis), der Führende der Punktewertung, vom Hauptfeld absetzte. Der Franzose erreichte den Zwischensprint als Dritter und ließ sich im Anschluss wieder ins Peloton zurückfallen, in dem sich Mads Pedersen (Trek-Segafredo) vor Jordi Meeus (Bora-hansgrohe) und Biniam Girmay (Intermarché-Circus-Wanty) durchsetzte. Neilson Powless holte auch die meisten Bergpunkte auf dem Col d’Itziar und der Côte d’Orioko Benta, ehe er sich ins Hauptfeld zurückfallen ließ. Laurent Pichon wurde als letzter Ausreißer rund 45 Kilometer vor dem Ziel gestellt.
Im Finale formierten sich die Züge der Sprinter. Auf dem letzten Kilometer führte das Team Alpecin-Deceuninck das Fahrerfeld an, ehe Mathieu van der Poel den Sprint für seinen Teamkollegen Jasper Philipsen eröffnete. Jasper Philipsen setzte sich im Sprint vor Phil Bauhaus (Bahrain Victorious) und Caleb Ewan (Lotto Dstny) durch, kollidierte auf den letzten Metern jedoch fast mit Wout van Aert (Jumbo-Visma), der in weiterer Folge zurückfiel und das Ziel als fünfter erreichte.
In der Gesamtwertung kam es zu keinen nennenswerten Veränderungen. Neben dem Gesamtführenden Adam Yates (UAE Team Emirates) verteidigten auch Tadej Pogačar (UAE Team Emirates) und Neilson Powless ihre Führungen in der Nachwuchs- bzw. Bergwertung. Victor Lafay behielt das Grüne Trikot, liegt jedoch gleichauf mit Jasper Philipsen auf dem ersten Rang der Punktewertung. In der Mannschaftswertung lag weiterhin das Team Jumbo-Visma voran. Alle 174 Starter der Etappe erreichten das Ziel, wobei Laurent Pichon zum kämpferischsten Fahrer gewählt wurde.

## Ergebnis
| \| Etappenergebnis \| Etappenergebnis \| Etappenergebnis \| Etappenergebnis \| Etappenergebnis \| \| Fahrer \| Fahrer \| Land \| Team \| Zeit \| \| --------------- \| ----------------- \| ---------------------- \| --------------------- \| --------------- \| \| 1. \| Jasper Philipsen \| Belgien \| Alpecin-Deceuninck \| 4 h 43 min 15 s \| \| 2. \| Phil Bauhaus \| Deutschland \| Bahrain Victorious \| + 0 s \| \| 3. \| Caleb Ewan \| Australien \| Lotto Dstny \| + 0 s \| \| 4. \| Fabio Jakobsen \| Niederlande \| Soudal Quick-Step \| + 0 s \| \| 5. \| Wout van Aert \| Belgien \| Jumbo-Visma \| + 0 s \| \| 6. \| Mark Cavendish \| Vereinigtes Königreich \| Astana Qazaqstan Team \| + 0 s \| \| 7. \| Jordi Meeus \| Belgien \| Bora-Hansgrohe \| + 0 s \| \| 8. \| Dylan Groenewegen \| Niederlande \| Team Jayco AlUla \| + 0 s \| \| 9. \| Mads Pedersen \| Dänemark \| Lidl-Trek \| + 0 s \| \| 10. \| Bryan Coquard \| Frankreich \| Cofidis \| + 0 s \| |                   |                        |                       |                 |
| |                   |                        |                       |                 |
| Quelle: ProCyclingStats |                   |                        |                       |                 |
| Etappenergebnis |                   |                        |                       |                 |
| Fahrer | Fahrer            | Land                   | Team                  | Zeit            |
| 1. | Jasper Philipsen  | Belgien                | Alpecin-Deceuninck    | 4 h 43 min 15 s |
| 2. | Phil Bauhaus      | Deutschland            | Bahrain Victorious    | + 0 s           |
| 3. | Caleb Ewan        | Australien             | Lotto Dstny           | + 0 s           |
| 4. | Fabio Jakobsen    | Niederlande            | Soudal Quick-Step     | + 0 s           |
| 5. | Wout van Aert     | Belgien                | Jumbo-Visma           | + 0 s           |
| 6. | Mark Cavendish    | Vereinigtes Königreich | Astana Qazaqstan Team | + 0 s           |
| 7. | Jordi Meeus       | Belgien                | Bora-Hansgrohe        | + 0 s           |
| 8. | Dylan Groenewegen | Niederlande            | Team Jayco AlUla      | + 0 s           |
| 9. | Mads Pedersen     | Dänemark               | Lidl-Trek             | + 0 s           |
| 10. | Bryan Coquard     | Frankreich             | Cofidis               | + 0 s           |

## Gesamtstände
| \| Gesamtwertung \| Gesamtwertung \| Gesamtwertung \| Gesamtwertung \| Gesamtwertung \| \| Fahrer \| Fahrer \| Land \| Team \| Zeit \| \| ------------- \| ----------------- \| ---------------------- \| ------------------- \| ---------------- \| \| 1. \| Adam Yates \| Vereinigtes Königreich \| UAE Team Emirates \| 13 h 52 min 33 s \| \| 2. \| Tadej Pogačar \| Slowenien \| UAE Team Emirates \| + 6 s \| \| 3. \| Simon Yates \| Vereinigtes Königreich \| Team Jayco AlUla \| + 6 s \| \| 4. \| Victor Lafay \| Frankreich \| Cofidis \| + 12 s \| \| 5. \| Wout van Aert \| Belgien \| Jumbo-Visma \| + 16 s \| \| 6. \| Jonas Vingegaard \| Dänemark \| Jumbo-Visma \| + 17 s \| \| 7. \| Michael Woods \| Kanada \| Israel-Premier Tech \| + 22 s \| \| 8. \| Jai Hindley \| Australien \| Bora-Hansgrohe \| + 22 s \| \| 9. \| Carlos Rodríguez \| Spanien \| Ineos Grenadiers \| + 22 s \| \| 10. \| Mattias Skjelmose \| Dänemark \| Lidl-Trek \| + 22 s \| |                   |                        |                     |                  |
| |                   |                        |                     |                  |
| Quelle: ProCyclingStats |                   |                        |                     |                  |
| Gesamtwertung |                   |                        |                     |                  |
| Fahrer | Fahrer            | Land                   | Team                | Zeit             |
| 1. | Adam Yates        | Vereinigtes Königreich | UAE Team Emirates   | 13 h 52 min 33 s |
| 2. | Tadej Pogačar     | Slowenien              | UAE Team Emirates   | + 6 s            |
| 3. | Simon Yates       | Vereinigtes Königreich | Team Jayco AlUla    | + 6 s            |
| 4. | Victor Lafay      | Frankreich             | Cofidis             | + 12 s           |
| 5. | Wout van Aert     | Belgien                | Jumbo-Visma         | + 16 s           |
| 6. | Jonas Vingegaard  | Dänemark               | Jumbo-Visma         | + 17 s           |
| 7. | Michael Woods     | Kanada                 | Israel-Premier Tech | + 22 s           |
| 8. | Jai Hindley       | Australien             | Bora-Hansgrohe      | + 22 s           |
| 9. | Carlos Rodríguez  | Spanien                | Ineos Grenadiers    | + 22 s           |
| 10. | Mattias Skjelmose | Dänemark               | Lidl-Trek           | + 22 s           |

| Punktewertung | Punktewertung    | Punktewertung          | Punktewertung         | Punktewertung |
| Fahrer        | Fahrer           | Land                   | Team                  | Punkte        |
| ------------- | ---------------- | ---------------------- | --------------------- | ------------- |
| 1.            | Victor Lafay     | Frankreich             | Cofidis               | 80 P.         |
| 2.            | Jasper Philipsen | Belgien                | Alpecin-Deceuninck    | 80 P.         |
| 3.            | Wout van Aert    | Belgien                | Jumbo-Visma           | 52 P.         |
| 4.            | Tadej Pogačar    | Slowenien              | UAE Team Emirates     | 42 P.         |
| 5.            | Mads Pedersen    | Dänemark               | Lidl-Trek             | 39 P.         |
| 6.            | Mark Cavendish   | Vereinigtes Königreich | Astana Qazaqstan Team | 36 P.         |
| 7.            | Neilson Powless  | Vereinigte Staaten     | EF Education-EasyPost | 32 P.         |
| 8.            | Michael Woods    | Kanada                 | Israel-Premier Tech   | 31 P.         |
| 9.            | Jordi Meeus      | Belgien                | Bora-Hansgrohe        | 31 P.         |
| 10.           | Adam Yates       | Vereinigtes Königreich | UAE Team Emirates     | 30 P.         |

| Bergwertung | Bergwertung          | Bergwertung            | Bergwertung              | Bergwertung |
| Fahrer      | Fahrer               | Land                   | Team                     | Punkte      |
| ----------- | -------------------- | ---------------------- | ------------------------ | ----------- |
| 1.          | Neilson Powless      | Vereinigte Staaten     | EF Education-EasyPost    | 18 P.       |
| 2.          | Tadej Pogačar        | Slowenien              | UAE Team Emirates        | 7 P.        |
| 3.          | Jonas Vingegaard     | Dänemark               | Jumbo-Visma              | 4 P.        |
| 4.          | Pascal Eenkhoorn     | Niederlande            | Lotto Dstny              | 3 P.        |
| 5.          | Georg Zimmermann     | Deutschland            | Intermarché-Circus-Wanty | 3 P.        |
| 6.          | Laurent Pichon       | Frankreich             | Arkéa-Samsic             | 3 P.        |
| 7.          | Jonas Gregaard       | Dänemark               | Uno-X Pro Cycling Team   | 2 P.        |
| 8.          | Simon Yates          | Vereinigtes Königreich | Team Jayco AlUla         | 2 P.        |
| 9.          | Esteban Chaves       | Kolumbien              | EF Education-EasyPost    | 2 P.        |
| 10.         | Edvald Boasson Hagen | Norwegen               | TotalEnergies            | 2 P.        |

| Nachwuchswertung | Nachwuchswertung           | Nachwuchswertung       | Nachwuchswertung       | Nachwuchswertung |
| Fahrer           | Fahrer                     | Land                   | Team                   | Zeit             |
| ---------------- | -------------------------- | ---------------------- | ---------------------- | ---------------- |
| 1.               | Tadej Pogačar              | Slowenien              | UAE Team Emirates      | 13 h 52 min 39 s |
| 2.               | Carlos Rodríguez           | Spanien                | Ineos Grenadiers       | + 16 s           |
| 3.               | Mattias Skjelmose          | Dänemark               | Lidl-Trek              | + 16 s           |
| 4.               | Thomas Pidcock             | Vereinigtes Königreich | Ineos Grenadiers       | + 37 s           |
| 5.               | Matthew Dinham             | Australien             | Team DSM-Firmenich     | + 3 min 02 s     |
| 6.               | Tobias Halland Johannessen | Norwegen               | Uno-X Pro Cycling Team | + 4 min 34 s     |
| 7.               | Corbin Strong              | Neuseeland             | Israel-Premier Tech    | + 5 min 37 s     |
| 8.               | Felix Gall                 | Österreich             | AG2R Citroën Team      | + 5 min 37 s     |
| 9.               | Mathieu Burgaudeau         | Frankreich             | TotalEnergies          | + 11 min 49 s    |
| 10.              | Matis Louvel               | Frankreich             | Arkéa-Samsic           | + 13 min 03 s    |

| Mannschaftswertung | Mannschaftswertung  | Mannschaftswertung           | Mannschaftswertung |
| Team               | Team                | Land                         | Zeit               |
| ------------------ | ------------------- | ---------------------------- | ------------------ |
| 1.                 | Jumbo-Visma         | Niederlande                  | 41 h 38 min 45 s   |
| 2.                 | Bahrain Victorious  | Bahrain                      | + 42 s             |
| 3.                 | Ineos Grenadiers    | Vereinigtes Königreich       | + 42 s             |
| 4.                 | UAE Team Emirates   | Vereinigte Arabische Emirate | + 1 min 07 s       |
| 5.                 | Lidl-Trek           | Vereinigte Staaten           | + 3 min 26 s       |
| 6.                 | Groupama-FDJ        | Frankreich                   | + 5 min 11 s       |
| 7.                 | Israel-Premier Tech | Israel                       | + 5 min 42 s       |
| 8.                 | Bora-Hansgrohe      | Deutschland                  | + 8 min 46 s       |
| 9.                 | AG2R Citroën Team   | Frankreich                   | + 9 min 26 s       |
| 10.                | Team DSM-Firmenich  | Niederlande                  | + 13 min 31 s      |

## Streckenänderungen
Die ursprünglich vorgesehene Strecke musste an zwei Stellen geändert werden. Auf französischem Gebiet sollte zwischen Hendaye und Ciboure die Küstenstraße befahren werden, was die Behörden aufgrund der Gefahr von Erdrutschen jedoch frühzeitig ablehnten. Es wurde schließlich eine weiter im Inland liegende Streckenführung via Urrugne beschlossen.
Zwischen Saint-Pée-sur-Nivelle und dem Ort Arrauntz bei Ustaritz sollte die Strecke über die D3 sowie die D350 verlaufen. Die D350 in Arrauntz, am Ende einer Abfahrt gelegen, wurde im Zuge von Bauarbeiten kurzfristig mit Bodenschwellen und einem zusätzlichen Kreisverkehr versehen. Mit diesen Änderungen galt sie den Organisatoren als zu gefährlich, weshalb zwei Wochen vor der Etappe eine Umleitung über D918 und D88 via Souraïde beschlossen wurde. Dadurch wuchs die Streckenlänge von 187,4 Kilometern auf 193,5 Kilometern an.